# Anse de Pors Kamor

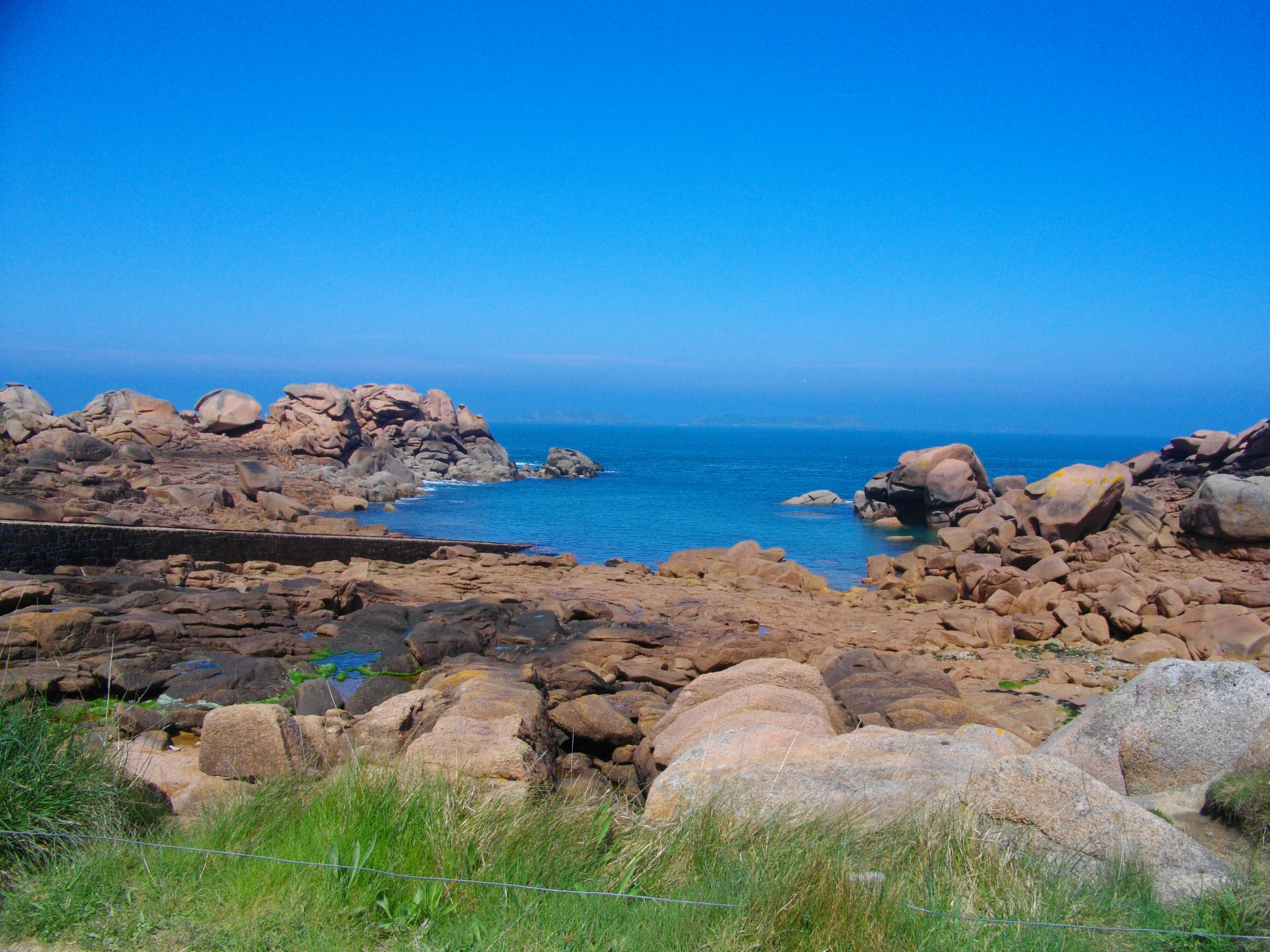
L'anse de Pors Kamor et sa rampe

L'anse de Pors Kamor (aussi appelée cale de Ploumanac'h ou Portz-ar-Mor) est le seul lieu toujours à flot de Ploumanac'h, son port intérieur n'étant accessible qu'à marée haute. 
Il abrite la cale et le bâtiment du bateau de sauvetage de la SNSM depuis le 22 décembre 1912, lors de la mise à l'eau de son premier canot, le Commandant Gentil. À l'époque, une seconde station de sauvetage existait au Linkin, à Perros-Guirec, mais elle fut détruite au cours de la Seconde Guerre mondiale. 
Le bâtiment actuel date de 1948, l'ancien abri de sauvetage fut détruit pendant la Seconde Guerre mondiale, en même temps que le canot Félix William Spiers. Les rails qui reçoivent le berceau du canot de sauvetage prennent leur point de départ dans l'abri, à partir d'un treuil. La cale de lancement fut réalisée dans l'axe du bâtiment, en prolongement de cette voie ferrée. À l'origine, cette rampe mesurait 90 mètres ; à la suite de plusieurs rallongements, elle mesure aujourd'hui 113 mètres. La cale est utilisable à tous les coefficients de marée. 
La cale de Ploumanac'h est réputée pour être un point de départ pour la plongée sous-marine. Situé près d'une pointe, le site reste très dangereux en raison de forts courants marins. Le canot de sauvetage étant prioritaire, un dispositif d'alerte a été créé pour les plongeurs, qui a pour objet de sécuriser au mieux le site lors de l'appareillage de la vedette. Le dispositif est constitué de signaux lumineux et audio (aérien et sous-marin). Les consignes à suivre sont résumées dans le tableau « procédure d'évacuation de l'anse » et sont affichées sur l'abri en haut de la rampe.

## Les bateaux de sauvetage
Cinq bateaux sont entrés dans l'histoire de la cale, rénovée en 2001-2002 pour accueillir le nouveau bateau.
- Le Commandant Gentil : de 1912 à 1932 ; bateau à voile et aviron.
- L'Amiral Félix William Spiers : 1932, puis disparu dans un incendie en 1944 à la suite de l'imprudence d'un marin ; ce canot de sauvetage provenait de la station de Belle-Île (Le Palais). C'était une vedette avec moteur de 20 cv.
- L'Aimée-Hilda : de 1949 à 1975 ; 2 moteurs de 28 cv, avec voile et aviron. Insubmersible et inchavirable, il a été construit en 1949 par le chantier P. Jouët de Sartrouville ; c'est le 17e canot d'une série effective de 25.

Il est aujourd'hui l'unique bateau de sauvetage de cette série en état de naviguer. Il a pris comme nom de baptême les deux prénoms de ses marraines et généreuses donatrices Aimée Fournier et Hilda Gélis-Didot (pour le financement de sa construction). Le canot est amarré régulièrement dans le port de Ploumanac'h.
- Le Jean-Denoyelle (SNS 111) : de 1975 à 2002 ; Vedette de 1re classe avec 2 moteurs de 400 cv.

Il a remplacé temporairement des canots tout temps de Calais, Boulogne-sur-Mer, Dieppe, Saint-Nazaire, etc.
- Le Président Toutain (SNS 098) : depuis 2002 ; Canot tous temps de 15,50 m, puissance 2x450cv, vitesse 20 nœuds. Insubmersible et autoredressable.

Il a été construit par le chantier naval Sibiril de Carantec.

## Galerie

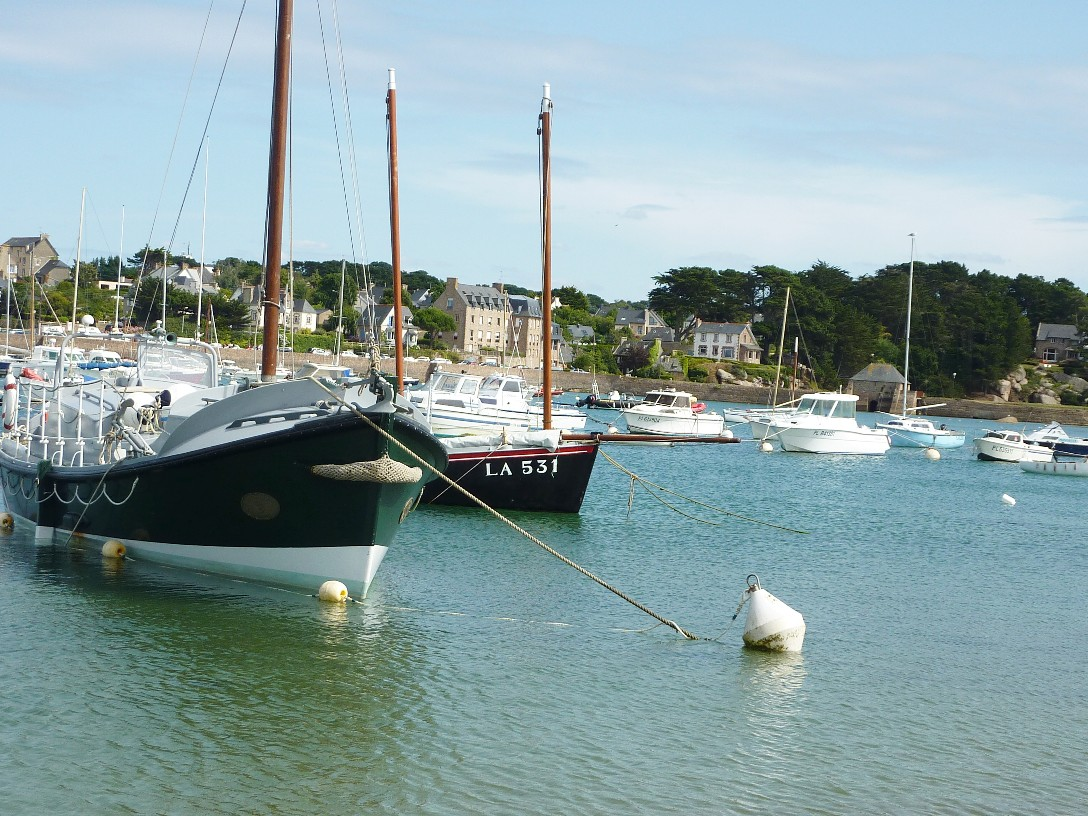
Au 1er plan à gauche l'Aimée-Hilda
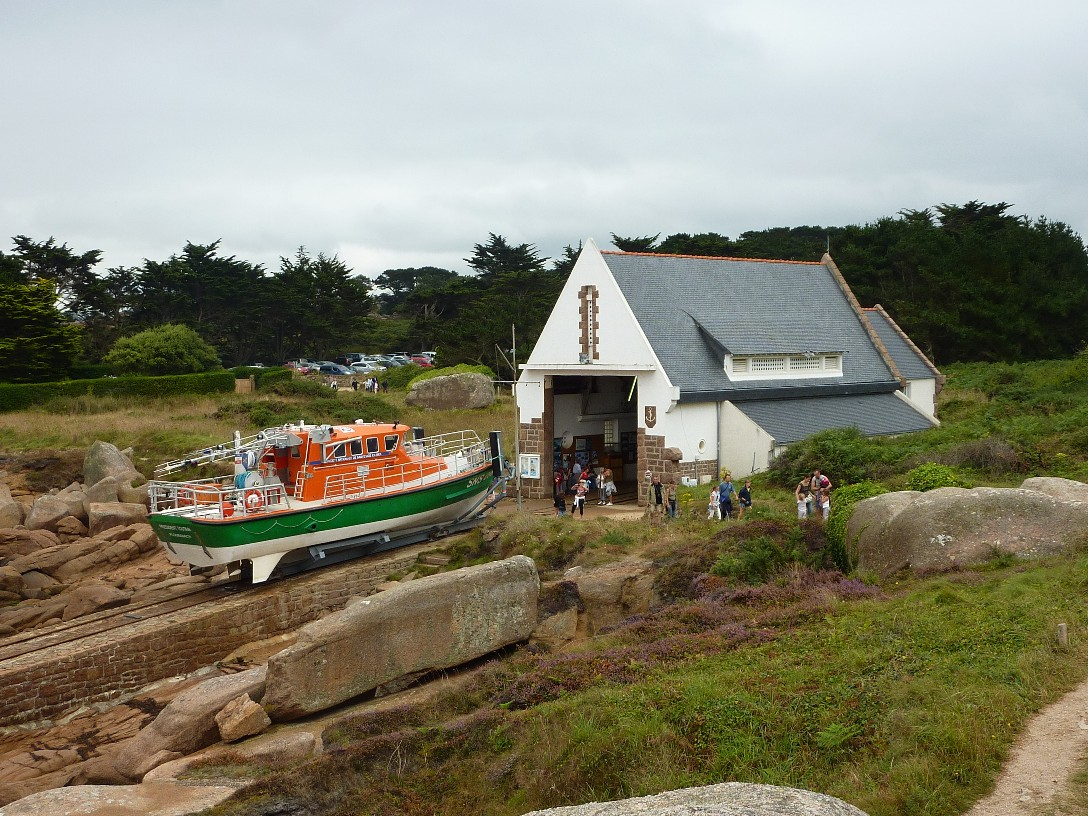
Le Président Toutain en août 2010